# Mesnils-sur-Iton
Mesnils-sur-Iton é uma comuna francesa na região administrativa da Normandia, no departamento de Eure. Estende-se por uma área de 125.03 km². Em 2010 a comuna tinha 6 380 habitantes (densidade: 51 hab./km²).
Foi criada em 1 de janeiro de 2016, após a fusão das antigas comunas de Condé-sur-Iton, Damville (sede), Gouville, Manthelon, Le Roncenay-Authenay and Le Sacq. Em 1 de janeiro de 2019, as antigas comunas de Buis-sur-Damville, Grandvilliers e Roman foram também incorporadas.